# BlindShell
BlindShell es una marca de móviles especializada en personas invidentes o con visión reducida. Actualmente ofrecen dos variantes de teléfono; uno con teclas (BlindShell Classic) y uno con pantalla táctil (BlindShell 2 Baroque).

## Historia
La marca y primer prototipo se crearon en 2015 por un grupo de la Universidad Politécnica de Praga en asociación con Foxconn.  Actualmente es una franquicia en crecimiento y sus clientes se duplican anualmente.
Pueden comprarse sus teléfonos en Alemania, Austria, Bélgica, Croacia, Dinamarca, Eslovaquia, España, Estados Unidos, Finlandia, Francia, Gran Bretaña, Holanda, Italia, Lituania, México, Noruega, Panamá, Polonia, Portugal, República Checa, Suecia, Suiza y Sudáfrica.
En su página web, ofrecen una sección con tutoriales y manuales sobre como utilizar el terminal.

## BlindShell Classic
Este primer modelo, BlindShell Classic, se caracteriza por ser un teléfono móvil aparentemente normal pero con la diferencia de tener unas teclas más grandes y espaciadas. Además, la marca asegura que es tan cómodo de usar como antes de la época de los teléfonos Inteligentes.
Incluye un sistema de control de voz que permite dar órdenes al teléfono sin tener que usar el teclado; permite llamar y recibir llamadas, enviar y recibir mensajes, abrir cualquier aplicación móvil, recibir información sobre el tiempo, saber cuál es la localización del usuario y sistema de GPS que guía a cualquier dirección que indique.
Añade un sistema de dictado que se activa con el habla y permite dictar mensajes, correos electrónicos, notas o añadir tareas en la agenda. También cabe la posibilidad de escuchar audiolibros.
Pero aparte, como se menciona anteriormente, contiene teclas grandes y espaciadas que dan la posibilidad de utilizar el móvil igualmente de modo óptimo. Por la colocación de estas, orientarse por el teclado resulta más sencillo e intuitivo que con los teléfonos de teclas convencionales.
Además, dispone de aplicaciones y extensiones como por ejemplo el etiquetado de objetos, que consiste en el uso de etiquetas para nombrar los objetos y elementos que se encuentran alrededor del usuario. Simplemente tiene que escribir una descripción del objeto o grabar una nota de voz y el teléfono, desde el suministro de etiquetas que proporciona, guardará la referencia para informar cuando se detecte la etiqueta.
Otra aplicación es la de Email Cliente, con la que se pueden enviar y recibir mensajes de correo electrónico especialmente de amigos. Con Internet Radio puede conectarse a miles de radios de todo el mundo. La Weather App dicta el tiempo y lo prevé con tres días de antelación. Finalmente, incluye una aplicación de Localización que, en caso de que el usuario se encontrara desorientado, le informaría de donde se encuentra y hace de GPS hacia direcciones que él mismo establezca o dicte. Además Incluye una aplicación que detecta el color.
Una parte importante y a destacar del teléfono es que contiene un botón de emergencia, que pulsándose durante tres segundos, llama al número establecido para emergencias. En caso de que el usuario no quisiera realizar la llamada, y se hubiera equivocado de botón, no habría problema porque para efectuarla, el usuario debe confirmar por voz que quiere hacer la llamada.
Finalmente, incluye ciertas especificaciones más a tener en cuenta:
- Marcación rápida de hasta 11 contactos. Para trucar solo se  tiene que presionar un botón.
- Información al instante sobre la hora. Para saberla, se  tiene que primero cualquier botón cuando el móvil se encuentre apagado.
- Acceso a la configuración del perfil por medio de accesos directos. Se  tiene que presionar un número para saltar a un elemento específico.
- Acceso a la pantalla de llamadas pulsando un solo botón.
- Posibilidad de cambio de frecuencia y entonación del teléfono.
- Perfiles de color diversos.

Está disponible en Checo, Croata, Alemán,Inglés, Finés, Francés, Holandés, Italiano, Lituano, Noruego, Polaco, Portugués, Eslovaco y Castellano.

## BlindShell 2 Baroque
El segundo modelo, comercializado el 2017, es un teléfono inteligente con internet, a diferencia del anterior. Contiene todas las funciones que tiene que tener un teléfono convencional con el añadido de varias aplicaciones que facilitan la vida de los invidentes.
La diferencia evidente del modelo anterior a este, es el Internet. Este teléfono permite estar conectado a las apps de mensajería y redes sociales cómo WhatsApp y Facebook. Su control y activación se hace del mismo modo que con las otras extensiones y aplicaciones. Permite las llamadas y notas de voz como las aplicaciones a los móviles convencionales.
Aparte de esta extensión, ofrece los servicios anteriores;  como el control y dictado de voz para notas, mensajes, llamadas, ver el tiempo, etc.
Al ser un teléfono con pantalla táctil, su funcionamiento puede parecer complejo a primera vista, pero realmente se funciona de forma sencilla; se toca un golpe para ir al menú, se mantiene presionado para confirmar y se presiona con dos dedos para volver atrás. Hay que añadir que en todo momento hay un dictado de voz que sitúa al usuario en el teléfono.
Las aplicaciones destacadas que ofrece esta versión más actual del teléfono Inteligente son; la Herramienta de ayuda para la visión, que incluye además del reconocimiento de texto y el sistema de etiquetado, la aplicación Lupa. Su calidad puede compararse directamente con las lupas como objetos independientes.
El teléfono está en desarrollo constante, cada aplicación que se crea es añadida directamente al teléfono. Así el usuario siempre dispone de la última tecnología sin necesidad de comprarse nuevos teléfonos o tener que actualizarlo manualmente. En 2018, se incluyeron funciones como Radio FM, Bluetooth, etiquetado de objetos, juegos, cámara, imágenes o reconocimiento de canciones. Igualmente, sigue en evolución constantemente.
Anteriormente se menciona que incluye juegos, estos son puzles y ajedrez, que funcionan con sueños y permiten que el usuario pueda jugar con más gente.
Finalmente, contiene una serie de varias aplicaciones aparte de las que presentaba:
Características principales:
- Registros de llamadas
- SMS y SMS además de un destinatario
- Posibilidad de recuperar, transferir y copia de seguridad de los contactos
- Alarma
- Calendario
- Cronómetro
- Notas
- Grabadora de voz
- Correo electrónico
- Calculadora

Característicos avances:
- Etiquetado de objetos
- FM Radio
- Internet Radio
- Dictado de voz
- Posibilidad de escuchar audiollibres
- Librivox
- Compartir libros
- Reconocimiento de canciones
- Predicción meteorológica
- Sensor de luz
- Lupa
- Reconocimiento de texto
- GPS y localización
- Reconocimiento de color
- Cámara
- Galería de imágenes
- Juegos (Ajedrez y Puzles sonoros)
- WhatsApp
- Facebook Messenger

Se pueden agregar contactos favoritos a los que se podrá acceder desde el menú principal, que está diseñado con iconos muy contrastados, que pueden recordarse fácilmente y permiten no tener que leer el texto a la pantalla. El teléfono informa sobre la hora actual deslizando el dedo arriba, donde también se puede obtener información sobre el estado del terminal.
En caso de no saber o poder utilizar cualquiera de las aplicaciones, deslizando el dedo arriba aparece una Ayuda Incorporada. El tiempo de pulsación para activar según qué aplicación es modificable mediante gestos. Así mismo, la entonación y frecuencia de la voz del teléfono, también son modificables y pueden aplicarse y ajustarse varios perfiles de color por el formato del terminal..
Puede encontrarse en los mismos idiomas que los citados en el modelo anterior. Recientemente, la compañía ha incluido Wifi, Bluetooth, un sensor de proximidad, un sensor de luz y una linterna LED.